# 朱器圻
永壽王朱器圻（16世紀—1645年），明朝宗室，南明人物。

## 生平
朱器圻是唐端王朱碩熿的第十子，在萬曆三十七年（1609年）十二月受封永壽王。明末跟隨兄長安陽王朱器埈自開封南下，至無錫時母親母妃吳氏去世；南京淪陷後，他用船載著母親靈柩打算北歸下葬，到達丹陽，傳出弘光帝被清軍擒獲，投降的藩王都獲得住所，宮人們都感到高興，勸他投降，他卻默然不語。某天下午，朱器圻拿出酒和宮人談心，說著時哭起來，乘人不備下和王妃鄭氏投江自殺。數日後，在江上流發現二人屍體，以佩巾連繫，看來像在生一樣。大殮後，朱器埈奉三副靈柩至南京，葬在石城門外扇鼓營的舊宦官生壙。

### 分歧记载
卢象升《参唐藩疏》弹劾崇祯九年（1636年）唐王朱聿键认为两位郡王叔父害死父亲而将其杖杀，且明确指出是永寿、福山二王。若如此，则朱器圻早在崇祯九年就已被侄子朱聿键杖杀。《南明史·绍宗本纪》则作朱聿键杖杀卫辉、福山二王叔，但卫辉王是唐庄王之后且嘉靖年间已经绝嗣除国。

## 引用
1. 1 2  錢海岳《南明史·卷二十七·列傳第三》：永壽王器圻，碩熿十子，萬曆三十七年封。從器埈自開封南下，至無錫，而母妃吳薨。南京亡，舟載妃柩欲北歸葬。至丹陽，傳上蒙塵，諸王降者皆得所，宮人皆喜，勸之降。器圻獨默然。
2. ↑  錢海岳《南明史·卷二十七·列傳第三》：一夕，置酒與宮人敘平生歡，因泣下，乘人不備，與妃鄭投江。數日，上流得其屍，二人以帨相繫，被服儀觀如生。既殮，器埈奉三柩至南京，葬石城門外扇鼓營舊中官生壙。
3. ↑  今以开读诏赦至南阳郡城适行唐藩枝杀两郡王之事郡王下亲王一等所渭宗子维域本支百世者是也且永寿福山皆唐藩亲叔旦有此举动事出非常该道府县等官俱云奉王面逾当生永寿福山意在夺财夺位先裕王被鹤而薨今特报父仇以泄忿王言如此夫烛影斧声干古莫决兹以莫须有而惨毙亲叔两郡王